# Različice SARS-CoV-2
Različice ali variante SARS-CoV-2 so virusni izolati z drugačnim genomskim zaporedjem v primerjavi z divjim virusom SARS-CoV-2, kot je bil izoliran prvotno. Različice virusa so posledica mutacij v njegovi dednini. Po svetu so tekom pandemije krožile različne različice virusa SARS-CoV-2 in določene med njimi so bile skrb vzbujajoče in so zahtevale  takojšen odziv ter ustrezno ukrepanje. Pri nekaterih različicah namreč obstaja sum ali pa je dokazano, da so bolj nalezljive, bolj virulentne ali pa so proti njim cepiva manj učinkovita.
Trenutno (podatek za september 2024) sta po merilih Svetovne zdravstvene organizacije aktualni zaskrbljujoči različici SARS-CoV-2   BA.2.86 in JN.1, različice pod spremljanjem pa JN.1.7, KP.2, KP.3, KP.3.1.1, JN.1.18, LB.1 in XEC.

## Poimenovanje različic
| Linije po PANGO               | Komentar k linijam po PANGO           | Nextstrainovi kladi, 2021 | Kladi po GISAID-u | Pomembne različice                                                                |
| ----------------------------- | ------------------------------------- | ------------------------- | ----------------- | --------------------------------------------------------------------------------- |
| A.1–A.6                       |                                       | 19B                       | S                 | vsebuje »referenčno zaporedje« WIV04/2019                                         |
| B.3–B.7, B.9, B.10, B.13–B.16 |                                       | 19A                       | L                 |                                                                                   |
| B.3–B.7, B.9, B.10, B.13–B.16 | O                                     | 19A                       |                   |                                                                                   |
| B.2                           |                                       | 19A                       | V                 |                                                                                   |
| B.1                           | B.1.5–B.1.72                          | 20A                       | G                 | vključuje različico delta(B.1.617)                                                |
| B.1                           | B.1.9, B.1.13, B.1.22, B.1.26, B.1.37 | 20A                       | GH                |                                                                                   |
| B.1                           | B.1.3–B.1.66                          | 20C                       | GH                | vključuje različici epsilon (B.1.427/B.1.429/CAL.20C) in eta (B.1.525)            |
| B.1                           | B.1.3–B.1.66                          | 20G                       | GH                | prevladujoča različica v ZDA (januar 2021)                                        |
| B.1                           | B.1.3–B.1.66                          | 20H                       | GH                | vključuje različico beta(B.1.351 aka linija 20H/501Y.V2 ali 501.V2)               |
| B.1                           | B.1.1                                 | 20B                       | GR                | vključuje linijo B.1.1.207                                                        |
| B.1                           | B.1.1                                 | 20D                       | GR                |                                                                                   |
| B.1                           | B.1.1                                 | 20J                       | GR                | vključuje različici gama(P.1) in zeta (P.2)                                       |
| B.1                           | B.1.1                                 | 20F                       | GR                |                                                                                   |
| B.1                           | B.1.1                                 | 20I                       | GR                | vključuje različico alfa(B.1.1.7 aka VOC-202012/01, VOC-20DEC-01 ali 20I/501Y.V1) |
| B.1                           | B.1.177                               | 20E (EU1)                 | GV                | izvira iz 20A                                                                     |

Doslej še niso sprejeli enotnih pravil glede poimenovanja različic SARS-CoV-2. Številne organizacije, ustanove in tudi vlade so začele različice poimenovati po državah, v katerih so bile odkrite. 31. maja 2021 je Svetovna zdravstvena organizacija predlagala uporabo grških črk za pomembne virusne različice, kar omogoča enostavno, lahko izgovorljivo in nestigmatizirajoče poimenovanje. Odločitev je bila deloma posledica pritožb nekaterih držav, da je lahko poimenovanje z zemljepisnimi oznakami diskriminatorno do tamkajšnjih prebivalcev. Različice so poimenovali zaporedoma s črkami od alfa do mi, nato pa preskočili ni in ksi ter naslednjo različico poimenovali s črko omikron. S tem so se pojavile špekulacije, da so črko ksi preskočili zaradi podobnosti z imenom kitajskega predsednika Šija Džinpinga (v pinjinu se njegovo ime prečrkuje kot Xi). Svetovna zdravstvena organizacija je pojasnila, da se bi lahko poimenovanje »ni« zlahka narobe razumelo kot »new« (angleškim izrazom za 'nov'), Xi pa je pogost priimek. Če bodo porabljene vse črke, se SZO nagiba k uporabi poimenovanj ozvezdij.
Obstaja več tisoč različic virusa SARS-CoV-2, lahko pa jih razvrstimo v več podskupin, kot so linije in kladi. Najbolj razširjene so naslednje tri predlagane nomenklature
- znotraj znanstvene iniciative GISAID so do januarja 2021 v svetu prepoznali 8 poglavitnih kladov, poimenovanih S, O, L, V, G, GH, GR in GV,[30]
- znotraj svetovne podatkovne baze Nextstrain so do junija 2021 prepoznali  13 poglavitnih kladov [c] (19A–B, 20A–20J in 21A),[31]
- v letu 2020 je Rambaut s sodelavci ustanovil Phylogenetic Assignment of Named Global Outbreak Lineages (PANGOLIN), program za razvrščanje in poimenovanje virusnih linij SARS-CoV-2;[32][8] do februarja 2021 so prepoznali 6 poglavitnih virusnih (A, B, B.1, B.1.1, B.1.177, B.1.1.7).[33][34]

## Zaskrbljujoče različice
Zaskrbljujoče različice (angl. Variants of concern) so različice virusa SARS-CoV-2 z mutacijami v domeni za receptorsko vezavo (RBD, angl. Receptor Binding Domain), ki občutno povečajo vezavno afiniteto virusa na receptorje ter posledično povečajo prenašanje virusa. Svetovna zdravstvena organizacija je tekom pandemije opredelila kot zaskrbljujoče različice naslednje različice virusa SARS-CoV-2:
- različica alfa – poimenovana tudi linija B.1.1.7
  - B.1.1.7 z E484K
- različica beta – poimenovana tudi linija B.1.351
- različica gama – poimenovana tudi linija P.1
- različica delta – poimenovana tudi linija B.1.617.2
- različica omikron – poimenovana tudi linija 	B.1.1.529

Trenutno (podatek za september 2024) je po merilih Svetovne zdravstvene organizacije aktualna zaskrbljujoča različica omikron, in sicer podrazličici BA.2.86 in JN.1.

## Pozornost vzbujajoče različice
Pozornost vzbujajoče različice (angl. Variants of Interest) so virusne različice z genetskimi spremembami, pri katerih je znano ali pa se predvideva, da vplivajo na pomembne virusne značilnosti, kot so prenašanje, hudost bolezni, izmikanje imunskemu sistemu oziroma težavnejše diagnosticiranje ali zdravljenje, ter izkazujejo tudi epidemiološko grožnjo (seznam je iz julija 2021):
- različica lambda – poimenovana tudi linija C.37, prvič prepoznana avgusta 2020 v Peruju, 14. junija 2021 pa jo je SZO uvrstil med pozornost vzbujajoče različice.[36] Razširila se je v vsaj 30 držav[38] po svetu in zaenkrat (do julija 2021) ni znano, ali je bolj kužna in manj občutljiva na cepiva kot drugi sevi;[39][40]
- različica mi – poimenovana tudi linija B.1.621, prvič so jo zaznali v Kolumbiji januarja 2021, SZO pa jo je opredelil kot pozornost vzbujajočo različico 30. avgusta 2021.[36] Do izbruhov je prišlo tudi drugod v Južni Ameriki pa tudi v Evropi.[41][42]

#### Različice, ki so jih v preteklosti uvrščali med pozornost vzbujajoče različice:
- različica eta – poimenovana tudi linija B.1.525,[43] 21D[44] ali 20A/S:484K,[45] ne vsebuje mutacije N501Y kot različice alfa, beta in gama, nosi pa enako mutacijo E484K kot različice gama, zeta in beta. Nosi tudi delecijo ΔH69/ΔV70 kot različica alfa.[46] Do 5. marca 2021 so jo zaznali v 23 državah.[47][48][49] O prvih primerih so poročali decembra 2020 v Nigeriji in Veliki Britaniji, v začetku leta 2021 pa se je v Nigeriji zelo razširila;[49]
- različica jota – odkrili so jo v New Yorku novembra 2020 ter jo poimenovali linija B.1.526;[50] do 11. 4. 2021 so jo zaznali že v vsaj 48 ameriških zveznih državah ter v 18 drugih državah po svetu. Spomladi 2021 jo je začela izpodrivati bolj nalezljiva različica alfa;[51]
- različica kapa – gre za eno od treh sublinij virusne linije B.1.617, poimenovana tudi B.1.617.1, 21B[44] ali 21A/S:154K;[45] prvič so jo odkrili v Indiji decembra 2020.[52] Konec marca je predstavljala že več kot polovico primerov okužb v Indiji (med analiziranimi vzorci);[53]

## Pregled pomembnih različic
| Identifikacija | Identifikacija  | Identifikacija                           | Identifikacija    | Pojav               | Pojav               | Pojav                                             | Spremembe glede na predhodno krožeče različice | Spremembe glede na predhodno krožeče različice | Spremembe glede na predhodno krožeče različice | Spremembe glede na predhodno krožeče različice | Aktivnost nevtralizirajočih protiteles (oziroma učinkovitost, če so podatki na voljo) | Aktivnost nevtralizirajočih protiteles (oziroma učinkovitost, če so podatki na voljo)                 | Aktivnost nevtralizirajočih protiteles (oziroma učinkovitost, če so podatki na voljo) |
| Oznaka SZO     | Linija po PANGO | Različica po Public Health England (PHE) | Nextstrainov klad | Prvi kraj izbruha   | Datum prvega vzorca | Datum dodelitve statusa skrb vzbujajoče različice | Pomembne mutacije                              | Prenosljivost                                  | Verjetnost hospitalizacije                     | Smrtnost                                       | Po okužbi                                                                             | Po cepljenju                                                                                          |                                                                                       |
| -------------- | --------------- | ---------------------------------------- | ----------------- | ------------------- | ------------------- | ------------------------------------------------- | ---------------------------------------------- | ---------------------------------------------- | ---------------------------------------------- | ---------------------------------------------- | ------------------------------------------------------------------------------------- | --- | ------------------------------------------------------------------------------------- |
| Alfa           | B.1.1.7         | VOC‑20DEC‑01                             | 20I (V1)          | Združeno kraljestvo | 20. sept. 2020      | 18. dec. 2020                                     | 69–70del, N501Y, P681H                         | +29% (24–33%)                                  | +52% (47–57%)                                  | +59% (44–74%)                                  | minimalno zmanjšana                                                                   | minimalno zmanjšana                                                                                   |                                                                                       |
| Alfa           | B.1.1.7 z E484K | VOC‑21FEB‑02                             | 20I (V1)          | Združeno kraljestvo | 26. jan. 2021       | 5. feb. 2021                                      | E484K, 69–70del, N501Y, P681H                  | +29% (24–33%)                                  | +52% (47–57%)                                  | +59% (44–74%)                                  | znatno zmanjšana                                                                      | znatno zmanjšana                                                                                      |                                                                                       |
| Beta           | B.1.351         | VOC‑20DEC‑02                             | 20H (V2)          | Južna Afrika        | maj 2020            | 14. jan. 2021                                     | K417N, E484K, N501Y                            | +25% (20–30%)                                  | se raziskuje                                   | morda povečana                                 | zmanjšana (T-celični odziv ohranjen)                                                  | zmanjšana učinkovitost za preprečevanje blage bolezni, ohranjena učinkovitost proti hudi obliki       |                                                                                       |
| Gama           | P.1             | VOC‑21JAN‑02                             | 20J (V3)          | Brazilija           | nov. 2020           | 15. jan. 2021                                     | K417T, E484K, N501Y                            | +38% (29–48%)                                  | morda povečana                                 | +50% (50 % IV, 20–90%)                         | zmanjšana                                                                             | nespremenjena pri mnogih bolnikih                                                                     |                                                                                       |
| Delta          | B.1.617.2       | VOC‑21APR‑02                             | 21A               | Indija              | okt. 2020           | 6. maj 2021                                       | L452R, T478K, P681R                            | +97% (76–117%)                                 | +85% (39–147%) glede na alfa                   | +137% (50–230%)                                | dokazani primeri ponovne okužbe                                                       | minimalno zmanjšanje                                                                                  |                                                                                       |
| Omikron        | B.1.1.529       | VOC-21NOV-01                             | 21K               | Južna Afrika        | 9 nov 2021          | 26 nov 2021                                       | P681H, N440K, N501Y, S477N, many others        | potencialno povečana                           | se raziskuje                                   | se raziskuje                                   | zmanjšana                                                                             | učinkovirost proti simptomni okužbi zmanjšana, neznan vpliv na učinkovitost proti hudi obliki bolezni |                                                                                       |

  Zelo visoko tveganje   Visoko tveganje   Srednje tveganje   Nizko tveganje   Neznano tveganje
1. ↑  Oblika poimenovanja se je spremenila marca 2021; v imenu se za leto po novem uporabljata dve števki namesto štirih, za mesec za tričrkovna okrajšava namesto dvomestno število, na primer, namesto VOC-202101-02 se uporablja  VOC-21JAN-02.[43]
2. ↑  Učinkovitost zaščite po naravni okužbi pred ponovno okužbo, kadar je podatek na voljo.
3. 1 2 3  Linija B.1.1.7 z E484K se zgleda od osnovne linije B.1.1.7 razlikuje le glede na aktivnost nevtralizirajočih protiteles.[60]
4. 1 2  23. november 2020 – 31. januar 2021, Anglija.[61]
5. ↑  Liniji B.1.1.7 z mutacijo E484K SZO ni dodelil posebne oznake; zato je tukaj uvrščena pod isto oznako kot izhodiščna linija  B.1.1.7
6. ↑  Oxford-AstraZeneca, NovaVax.
7. ↑  Poročana intervala zaupanja in verodostojnosti imata nizko verjetnost, zato se lahko ocenjene vrednosti razumejo le kot možne, vendar ne gotove oziroma zelo verjetne.
8. 1 2  Razlike so morda posledica različnih pravil in ukrepov, ki so se jih posluževali na različnih območjih v različnem času, lahko pa tudi različnih kapacitet lokalnih zdravstvenih sistemov ter tudi kroženja različnih različih virusa v času in območju raziskave.
9. ↑  marec 2020 – fevruar 2021, Manaus.[69] Preliminarni rezultati raziskave iz severnega predela Brazilije so pokazali, da je pri liniji P.1 smrtnost med zdravimi mladimi posamezniki močno povečana. V skupini bolnikov s pridruženimi boleznimi so podatki pokazali, da se smrtnost poveča za 490% (220–985%) pri moških v starostni skupini 20–39 let, 465% (190–1003%) pri ženskah v starostni skupini 20–39 let in 670% (401–1083%) pri ženskah v starostni skupini 40–59 let.[70][H]
10. ↑  Razen pri cepivu podjetij Pfizer–BioNTech.[66]
11. 1 2  7. februar – 22. junij 2021, Ontario.[73]
12. ↑  1 April – 6 June 2021, Scotland.[72] Neka druga preliminarna raziskava iz Ontaria je pokazala, da je verjetnost hospitalizacije pri različici delta višja za 120 % v primerjavi z linijami, ki ne spadajo med zaskrbljujoče različice.[K][H]
13. ↑  Zmerno zmanjšana nevtralizacija pri cepivu Covaxin.[75]